# アジアハイウェイ15号線
アジアハイウェイ15号線（アジアハイウェイ15ごうせん）は、アジアハイウェイ網の路線の一つ。アジアハイウェイ東南アジア小地域（サブリージョン）の路線の一つ。ベトナム、ラオス、タイ王国の三か国を経由する。総延長は573.9kmである。
ベトナム北中部の都市ヴィンの外港クアローを起点とし西に向かう。ベトナム・ラオス国境のカウチェオ国境検問所を抜けるとラオスとなる。
ラオスに入ると、ラークサオを経由し、ビエンカムからターケークまではアジアハイウェイ11号線と重複区間となる。ターケーク北部のメコン川に架けられている第3タイ・ラオス友好橋を経由し、対岸はタイ王国のナコーンパノムとなる。
タイ側に渡るとナコーンパノムから西へルートは続き、サコンナコーンを経由し、終点のウドーンターニーでアジアハイウェイ12号線と接続する。
ヴィンからビエンカムまでの区間とターケークからウドーンターニーの区間は将来大メコン圏南北経済回廊のルートの一部となるよう関係国間で調整中である。

## ルート

### ベトナム
区間延長99.3㎞
- 国道46A号線（ベトナム語版） : クアロー - ヴィン
- 国道8号線（英語版） : ヴィン - フオンソン - カウチェオ国際貿易経済区 - （ラオス）

### ラオス
区間延長235.4km
- 国道8号線（ベトナム語版） : ナムファオ国境検問所 - ラークサオ（英語版） - ビエンカム（英語版）（アジアハイウェイ11号線と合流・分岐）
- 国道13号線（英語版） : ビエンカム（ - 第3タイ・ラオス友好橋（タイ王国）） - ターケーク（アジアハイウェイ11号線と合流・分岐）

### タイ王国
区間延長239.2km
- 国道212号線（タイ語版） : 第3タイ・ラオス友好橋 - ナコーンパノム
- 国道240号線（ナコーンパノムバイパス道路） : （アジアハイウェイ15号線（国道22号線）と合流・分岐）
- 国道22号線（タイ語版） : ナコーンパノム - サコンナコーン - ウドーンターニー（アジアハイウェイ12号線と接続）

## 参考資料
- Asian Highway （英語） - 国際連合アジア太平洋経済社会委員会による解説
- Asian Highway Route Map (PDF)  （英語） - 国際連合アジア太平洋経済社会委員会によるルート図
- Asian Highway Database （英語） - 国際連合アジア太平洋経済社会委員会によるアジアハイウェイに関するデータベース
- Asian Highway Handbook (PDF)  （英語） - 国際連合アジア太平洋経済社会委員会作成ハンドブック
- Review of Configuration of the Greater Mekong Subregion Economic Corridors (PDF)  （英語） - アジア開発銀行による大メコン圏経済回廊プログラムの経緯・現況・将来に関する解説と提言
- アジアハイウェイ・プロジェクトの概要 - 国土交通省総合政策局
- アジアハイウェイとは - 国土交通省総合政策局